# Weiner Leó utca
Weiner Leó utca est une rue de Budapest, située dans le quartier de Terézváros (6e arrondissement).